# Георгій Гурієлі
Георгій VIII Гурієлі (груз. გიორგი  გურიელი, ?—1726) — князь Гурії під іменем Георгія IV (1711, 1714–1716, 1716–1726), Імереті під іменем Георгія VIII (1716, 1720), старший син князя Гурії та царя Імеретії Мамії III Гурієлі (пом. 1714).

## Життєпис
1711 року князь Мамія, вкотре зайнявши царський трон в Імереті, затвердив свого сина Георгія на княжому престолі в Гурії. Того ж року Георгій був змушений поступитись княжим престолом своєму батькові Мамії, вигнаному з Імеретії. У січні 1714 року після смерті батька Георгій удруге зайняв гурійський княжий трон.
1716 вельможі Бежан Дадіані та Зураб Абашидзе, невдоволені правлінням царя Георгія VII, за допомоги ахалциського паші Аслана усунули його та посадили на престол Георгія Гурієлі.
За три місяці Георгій виїхав з Кутаїсі до Гурії. Князі Дадіані, Еріставі й Абашидзе розділили між собою Імеретію. Невдовзі Георгія скинула з княжого трону його мати Єлена, яка привела з монастиря свого сина Кайхосро та проголосила його князем Гурії. Георгій був змушений тікати до Ахалцихе.
1717 року Георгій Гурієлі з турецьким військом захопив Гурію, вигнавши звідти свою мати з синами.
У серпні 1719 року цар Георгій VII за підтримки турецької армії зайняв Кутаїсі.
У лютому 1720 року у Тхвіській фортеці князь Симон Абашидзе підступно заманив та убив царя Георгія VII. Місцеві князі знову розділили між собою Імеретію.
1726 року князь Георгій Гурієли помер. На княжому престолі йому спадкував старший син Мамія IV Гурієлі (1726–1744).